# Coturn

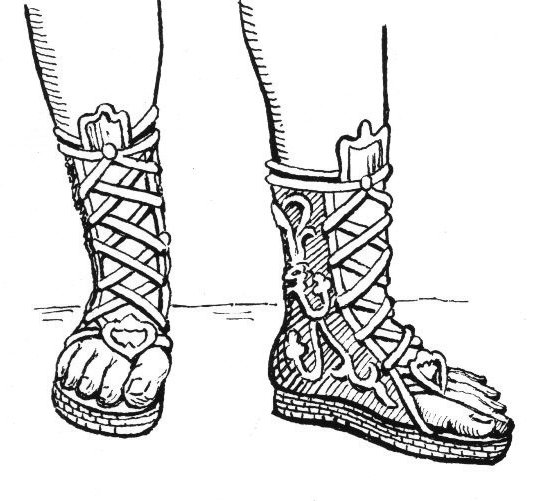
Coturns antics

Els coturns (grec antic: κόθορνος, llatí: cothurnus) són una mena de sabates que usaven els actors.
En l'antiguitat grecoromana, designa un borseguí lligat a la part frontal del panxell de la cama que tenia la sola de fusta molt gruixuda i quadrada portat pels actors tràgics per a semblar més alts i tenir un aire més majestuós. Els actors tràgics amagaven aquest artifici utilitzant vestits llargs. Cothurnus era també el nom d'una bota especial que portaven els caçadors a l'antiga Roma, de cuir gruixut i que embolicava la cama.
La paraula grega κόθορνος designava entre els grecs una mena de bota tancada (a diferència de les sandàlies) que portaven les dones i que es podia posar indistintament a qualsevol dels dos peus. Segons Heròdot els portaven també els homes efeminats.
A Roma era una bota tancada amb unes soles de gran alçada, paraula que s'aplicava també a les sabates realçades d'una dona baixeta. Les soles dels actors anaven pintades i podien tenir sis o set centímetres d'alçada. els actors secundaris portaven coturns més baixos, i de vegades els portaven amb unes soles de diferent alçada. Al final de l'actuació «baixaven» dels coturns. Només s'usaven a les tragèdies i en les obres d'estil tràgic. En altres obres, com ara el drama satíric, sembla que s'usava la bota de caçador, que tapava més de mitja cama. Els coturns eren de cuir, a part de la sola, i sembla que no s'usaven sempre en totes les representacions de tragèdies, ja que a Pompeia s'han trobat imatges d'actors sense coturns.
A Melpòmene, la musa de la tragèdia, se la representa normalment calçada amb coturns.